# マリア・ケネリス
マリア・ケネリス（Mary Louise Kanellis、1982年2月25日 - ）は、アメリカ合衆国の女子プロレスラー。イリノイ州オタワ出身。

## 来歴
WWEのディーヴァ発掘番組である、ディーヴァサーチでは敗退したものの、その後契約を交わし、2004年にWWEデビューを果たした。当初はインタビュアー活動が中心で、試合をしないディーヴァであった。
基本的には「頭の悪いおバカ」系であるが、時たま狡猾・計算高い一面を見せるギミックである。
2005年に入り、RAWへの登場している間にOVWにてレスラーとしてのトレーニングを開始し、同年後半にレスラーとしての活動も行うようになった。11月28日には当時RAWのGMであったエリック・ビショフにより、カート・アングルとの試合も組まれた。その後はインタビュアーとレスラーを両立して活動し、2006年11月にはウマガとの対戦で、サモアンドロップで叩きつけられるも、きちんと受け身も取れている。

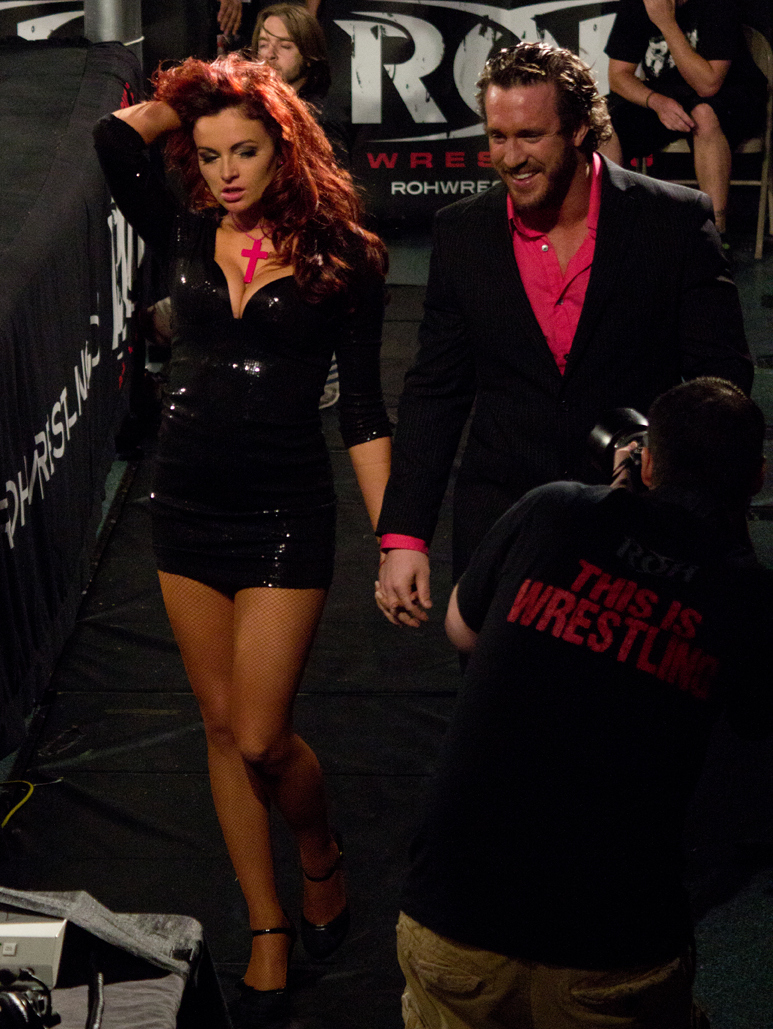
2012年3月、彼氏のベネットと入場するマリア

2007年に入ってからは、インタビュアーの活動はほとんどなくなり、マネージャー兼プロレスラーの一般的なディーヴァ活動が主となる。5月頃からサンティーノ・マレラの恋人となるが、マレラがヒールターン（マリア自体はベビーのまま）してからはその言動に嫌気が差し、別れる形でこのストーリーは終了する。2008年の追加ドラフトによりスマックダウンへと移籍する。
2009年の6月頃からはドルフ・ジグラーとの恋愛ストーリーが始まる。その後ジグラーに振られる形でストーリーは終了。12月にはファン投票によりスラミー賞のディーヴァ・オブ・ザ・イヤーに輝いたが、2010年2月26日にWWEを解雇された。
WWE解雇後、2011年にROHと契約を交わして入団。2012年には同団体に所属するマイケル・ベネットと実生活において交際を開始。同年からはROHと並行してFWE（Family Wrestling Entertainment）やPWS（Pro Wrestling Syndicate）、CHIKARAといったインディー団体に参戦している。
2014年にベネット vs 棚橋弘至（新日本プロレス）戦でベネットのマネージャーとして棚橋からキスを奪うなどした。8月にはベネットと共に新日本に来日し、キャプテン・ニュージャパンの顔を自分の胸にうずめるなどして惑わせROH組の勝利に貢献した。
10月10日、ベネットと結婚。
2015年5月3日、「レスリングどんたく 2015」マット・ターバン&マイケル・ベネットと組み、カール・アンダーソン&ドク・ギャローズ&アンバー・ギャローズ組とのミックスドマッチで対戦。
12月29日、ベネットと共にTNAと契約を交わし入団。2016年1月5日、Impact Wrestlingにてベネットと共に登場した。
2017年、夫と共にWWEに入団、6月18日のMoney in the Bank 2017にて夫のベネット（WWEでのリングネームはマイク・ケネリス）と共に登場を果たす。9月、妊娠を発表し休暇に入った。2018年4月3日に娘を出産。

## 入場曲
- Pa-Pa-Pa-Pa-Party - Jim Johnston
- With Legs Like That - Zebrahead（WWE Wreckless Intent収録）
- Sevin-Sins - Maria Kanellis
- Poem - Taproot
- S.U.M - Avenue F
- Something for you/Suffer Unto Me - David Rolfe and Avenue F
- Fire Guitar - Fabio Codega
- Forever in My Dreams - Two Steps from Hell
- True Love - 現在使用中

## 獲得タイトル
WWE
- 24/7王座 : 1回

TNA
- インパクト・ノックアウト王座 ： 1回

ファミリーレスリングエンターテイメント
- FWE女子王座 ： 2回

## その他
- 2008年にPLAYBOYでヌードを披露する。